# Tanjilana zothecula
Tanjilana zothecula là một loài Trichoptera trong họ Hydrobiosidae. Chúng phân bố ở miền Australasia.